# 角福戰爭
角福戰爭是指日本1970年代至1980年代，田中角榮和福田赳夫之間激烈的權力鬥爭。一般認為「角福戰爭」持續長達15年，從1970年兩人開始暗中爭奪自由民主黨總裁職位開始，到1985年田中角榮因重病而退休下野，中曾根康弘加強對派閥分配導致田中派分裂為止。

## 角福比較
個人風格
- 田中角榮出身於農民家庭，一開始從事建筑業，由自民黨基層黨員做起，沒有顯赫背景，但是這些成為田中1972年上台伊始高人氣的重要原因。
- 福田赳夫是大藏省高級官僚出身，在政界高層徘徊多年，得到前首相岸信介的相當器重，並繼承了岸派形成了福田派。

經濟政策
- 田中角榮主張積極財政政策，增加社會資本投資，以此促進經濟的高速成長。日本列島改造論就是這一思想的具體體現。
- 福田赳夫傾向於依賴自由市場，抑制總需求，認為日本應該由不健康、過熱的經濟高速成長轉變為「穩定成長」，壓縮政府財政支出，企業應減少投資，家庭也應壓縮消費。

外交
- 第一次角福戰爭時期的外交問題最引人注目的是日中關係。田中角榮承諾上台後會馬上推動日中邦交正常化。
- 福田赳夫當時和台灣國府關係密切，反對單方面拋棄台灣，和中國恢復邦交。不過福田赳夫上台後亦同樣致力於推動日中關係的進一步發展。

派閥特徵
- 田中角榮向來崇尚「人數就是實力」的政治理念，田中派重視政治謀略和金權政治，以致於它在和福田派的鬥爭中大多處於上風。
- 福田赳夫的一句名言是「政治是最高的道德」，福田派在政治理念上由於福田的影響，多帶有理想主義色彩，所以在謀略上不及田中派的成功。福田多次表示要消除政治腐敗和派閥政治，甚至做出解散派閥的舉措，但是都未能成功。

## 第一次角福戰爭
佐藤時代後期至1972年總裁選舉（1970—1972）：田中VS福田
佐藤榮作首相帶領自由民主黨在1969年眾議院選舉中取得歷史性的勝利，他也在1970年1月組成了第三次內閣。選舉期間，佐藤曾經透露已經不打算第四次角逐黨總裁了，言下之意就是打算效仿池田勇人，將首相和黨總裁職位「禪讓」給自己兄長岸信介的繼承人、當時的大藏大臣福田赳夫。
不過正在迅速崛起的自民黨幹事長田中角榮不愿意佐藤在這個時候引退，他聯合一眾盟友，包括黨副總裁川島正次郎、運輸大臣橋本登美三郎、眾議院議長船田中、內閣官房長官保利茂等，紛紛游說佐藤第四次競選總裁，以佐藤的政績顯赫和保證沖繩返還過程順利、公害措施合理化等為由，要求佐藤繼續執政，以確保政局穩定。雖然福田赳夫和曾經試圖請佐藤放棄參選，但是結果適得其反，佐藤決定再一次參選黨總裁。福田派、中曾根派、前尾派紛紛表示支持。結果只有三木武夫堅持與佐藤競爭，而佐藤以絕對優勢再次當選。
佐藤榮作一直擔任首相直到1972年決定辭職，期間田中派的勢力迅速發展，囊括了原來佐藤派的大部分議員，使佐藤已經不能直接決定禪讓於何人。於是佐藤同意自民黨舉行總裁公選。自民黨內五名實力議員——三木武夫、田中角榮、大平正芳、福田赳夫、中曾根康弘都想成為繼任總裁，時人稱為「三角大福中」。中曾根在與田中密謀後決定退出角逐，倒向支持田中參選，變成「三角大福」的四強格局，據說田中給了中曾根7億日圓的資金來換取他的退選。
在第一輪投票中，田中（156票）和福田（150票）的票數領先其他對手，進入第二輪。不過田中在這時得到了三木派和大平派的大部分議員的支持，以282票對192票的絕對優勢擊敗福田，成為新一任的自民黨總裁。

## 角福休戰期
- 倒三木（1976）：田中、福田、大平VS三木、中曾根
- 福田內閣（1976—1978）：田中、福田、大平VS三木、中曾根

期間，田中角榮因為洛克希德事件而退出自民黨，不過仍然控制著自民黨最大派閥田中派的實權。

## 第二次角福戰爭（第一次大福戰爭）
1978年總裁選舉（1978）：大平、田中VS福田、三木、中曾根
1976年大平、福田和田中聯手「倒三木」時，大平和福田曾經簽訂「大福密約」，約定福田做兩年首相之後讓位予大平。兩年之後，大平要求福田履行承諾，不過福田不肯讓位，認為自己當時民望不低，加上已經確認了三木派和中曾根派的支持，因此堅持參加黨總裁選舉。
結果大福之爭讓當時備受洛克希德事件困擾的田中找到了反擊福田的機會，他全力支持大平打倒福田政權。當時田中派的黨全國組織委員長竹下登甚至拿出全國黨員黨友名冊，由後藤田正晴令秘書們對自民黨黨員進行戶外訪問、電話攻勢等，為大平參選拉票。
選舉預選之前，福田曾經自信地對說：「如果首位差100點兒落到第二位，就不必實行正式選舉。居第二位的人應接受黨內的輿論而退出選舉。」到總裁選舉預選當天，大平得784點（得票550,891），福田只得638票（得票472,503）。福田以大比數落敗。
雖然福田派的新生代如森喜朗和小泉純一郎等人都勸福田競選到底，不過福田思量後宣布尊重預選的結果，退出選舉，「我是敗軍之將，無以談兵」。大平在預選中勝出，福田退選，使自民黨不需舉行正式選舉而推舉大平擔任后繼總裁。自此，福田派由主流派變成了反主流派，勢力也大幅減弱。

## 第三次角福戰爭（第二次大福戰爭）
- 四十日抗爭（1979）：大平、田中VS福田、三木、中曾根
- 突發解散（1980）

## 田中支配的確立
鈴木內閣（1980—1982）
1979年10月舉行的眾議院選舉，自民黨慘敗，議席驟減，只取得248席，連半數都不過（追加公認後勉強保住半數）。福田、三木、中曾根三派和中川集團組成的反主流派要求大平為選舉失利引咎辭職。但是大平不從，在田中的支持下不肯讓步，結果造成主流派和反主流派的嚴重對立和紛爭。兩派分別推舉出大平和福田為首相候選者，是自民黨史上第一次推舉兩名不同的候選者。在國會的首相提名選舉中，大平和田中成功策反了部分反主流派的議員，又取得關鍵少數黨的支持，大平以微弱優勢再一次擊敗福田。這次黨內紛爭長達40多天，史稱「四十日抗爭」。
「四十日抗爭」過後，大平雖然勉強保住政權，但是政權基礎已經被嚴重削弱，自民黨公開分裂成兩個針鋒相對的派別。反主流派仍然不斷攻擊大平內閣。1980年5月，社會黨趁自民黨內耗之機，在國會提出對大平內閣的不信任動議，大部分反主流派的議員在動議表決時集體缺席，導致動議案意外獲得通過。大平不得不宣布解散眾議院（突發解散），舉行日本史上首次的眾參同日選舉。
不過在四十日抗爭過後，中曾根派已經和福田、三木派越走越遠，乃至在不信任動議案表決時，中曾根本人並沒有像其它反主流派那樣缺席，而是投票反對議案。自此中曾根派脫離反主流派，重新加入了以田中派為首的主流派，以福田派為首的反主流派又一次遭到打擊。
眾參同日選舉之前的民調顯示，自民黨會大敗，但是選舉過程中，首相大平正芳突然病逝，拉動了選民的敬仰和同情心。自民黨在兩院的選舉都大獲全勝。選舉之後，田中支持大平派的繼承人鈴木善幸繼任首相，得到福田派的支持。鈴木內閣因為全靠得到田中的支持才能組成，因而田中對政府的影響力大增，田中支配的體制由此形成。

## 福田最後的反擊
1982年總裁選舉（1982）：田中、中曾根VS福田
鈴木上任後，不斷被人指責為傀儡，內閣是「角影內閣」。雖然鈴木本人也試圖擺脫田中控制，但是鈴木如果缺乏了田中的支持，將難以為繼。田中給鈴木開出支持他連任的條件甚至包括要求鈴木對洛克希德事件的判決採取某種影響。鈴木表示不能再忍受處在角福戰爭的夾縫中，在1982年10月完成兩年總裁任期後決定辭職。
中曾根康弘、河本敏夫、安倍晉太郎、中川一郎四人宣布參加黨總裁選舉。其中中曾根得到田中的大力支持；而安倍則是福田派的未來繼承人，河本、中川也是福田的反田中盟友。反主流派批評中曾根的田中控制背景，不過中曾根反駁說「自民黨還沒有弱到被黨外人士所操縱的地步。田中君從來沒有在自民黨的人事和政策問題上，把自己的意志強加於人。」
自民黨內的長老們曾經打算協調主流派和反主流派，提出了「總理、總裁分離」，中曾根出任首相，福田回任黨總裁，這個提議開始得到大部分人的支持，連福田都表示被迫支持。但是中曾根在和田中商議後，表示不接受提議，堅持進行選舉。
結果中曾根在選舉得到過半數的支持，成為新任黨總裁和首相。中曾根內閣成立，時人稱之為「田中曾根內閣」。
二階堂擁立構想（1984）田中、中曾根VS福田、鈴木、三木
中曾根內閣成立後，前首相鈴木不斷被致力於平息角福戰爭，爭取舉黨一致，但是他逐漸對中曾根過於依靠田中，尤其是任命田中六助出任自民黨幹事長表示不滿，因此，鈴木在1984年9月開始，就提出了「二階堂擁立構想」，試圖推舉田中派的第二號人物二階堂進繼任總裁，取代中曾根政權。這個提議得到了福田、河本等人的支持，他們認為田中沒有理由反對自己的嫡系人馬出任總裁。連在野黨的公明黨和民社黨都表示愿意在成立聯合政權的前提下支持二階堂。二階堂在多人的舉薦下，也有意參選，不過擁立構想最終沒有得到田中的支持，因為一旦田中派有人出任首相，將會削弱田中對本派的影響力。最後田中以中曾根民望較高為由，成功說服黨內推舉中曾根。

## 角福戰爭的延續
二階堂擁立構想失敗後，福田派的勢力再一次受到打擊，福田赳夫也已經無意再和田中鬥下去，他讓安倍晉太郎繼承了他的派閥，安倍派形成。
而「田中控制」的局面不久之後也終結，一方面，中曾根康弘逐步擺脫了田中路線，形成了自己的一套施政理念和方針，大大擴展了自己的勢力。尤其是田中被判處有罪之後，實力已經逐步減弱，雖然田中順利阻止了二階堂的擁立構想，但是不久之後，田中派的實力人物竹下登就開始挑戰田中的地位，謀劃自立門戶，而此時儘管田中竭力阻撓，竹下的「創政會」還是照樣成立，包括了橋本龍太郎、小淵惠三等實力新秀的支持。1985年2月，田中因腦血栓病倒入院，從此再也不能有效控制田中派了，竹下登也因此逐步繼承了田中派的遺產。1987年，竹下登另立门户成立经世会，田中派分裂。
1989年，角福戰爭的兩位主角——田中角榮和福田赳夫雙雙宣布退出政壇。不過雖然如此，「角福戰爭」依然在田中派和福田派的后繼派閥和眾多繼承者們中延續著。
以田中角榮和福田赳夫兩人主導的角福戰爭，基本上是以田中派的勝利暫時告終。兩人退出政壇之後一直到2000年，自民黨除了短暫的在野之外，在外的首相中，基本都是原來田中派的人馬。尤其是「竹下派七奉行」，基本壟斷了這十多年的日本政壇，如羽田孜、橋本龍太郎、小淵惠三相繼出任首相；而小澤一郎年僅47歲就擔任自民黨幹事長，在1991年時，他還負責考察他的前輩宮澤喜一能否擔任首相，後來小澤退出了自民黨，親自主導了1993年的非自民·非共產連立政權。1994年村山富市的自社先連立政權則是橋本所策劃。

## 21世紀的角福戰爭
2000年，小淵惠三突然病倒隨後逝世，自民黨的五名長老（五人組）密議後決定由森喜朗（森派）接任首相。這個偶然的決定使自民黨的權力由原田中派向原福田派轉變。
雖然森喜朗不久之後就下台，但是同樣來自森派的小泉純一郎卻以高民望在總裁選舉中擊敗了橋本，並且在2001年的參議院選舉中大獲全勝，形成了「小泉旋風」。小泉在強大的民意支持下推動多項改革，包括金融再生計劃、郵政民營化等，還宣稱「不惜砸爛自民黨」，強硬的改革形象、清新的政治訴求，令小泉和森派的實力大增。
與此同時，自民黨內橋本引退後，橋本派成為了津島派，但是派閥內再也沒有有力的領袖抗衡清和研。而小泉在選舉中也不斷排擠原田中派或親田中的領袖，如中曾根和橋本。在小泉執政初期，曾經任命田中角榮的女兒田中真紀子為外務大臣，福田赳夫的兒子福田康夫為內閣官房長官，不過兩人爭執不斷，最終以田中真紀子的辭職告終。
小泉之後，連續兩任首相安倍晉三和福田康夫也來自於森派。

### 跨黨派的角福戰爭
實際上，自從1993年大批自民黨員退黨之後，許多原田中派的人馬也成為在野黨人士，尤其是「竹下派七奉行」之一的小澤一郎。小澤一郎所屬的民主黨發展迅速，最終在2009年取代自民黨執政，小澤等人對自民黨發起的政權挑戰實質上也是田中派和福田派的繼承人們的鬥爭。例如前外相田中真紀子離開政府後，親近民主黨，福田康夫擔任首相期間，她曾經在眾議院多次質問福田。而福田最終擔任首相一年就辭職的一個重要原因就是小澤一郎領導的民主黨多次阻撓重要法案通過。
福田康夫辭職後繼任的首相麻生太郎則是來自於少數派閥麻生派，麻生一定程度上扭轉了清和政策研究會的保守主義和市場經濟主義政策。

### 尾声
2021年10月，岸田文雄出任出任日本首相，平成研究会会长茂木敏充出任自民党干事长，之后岸田文雄的宏池会开始拉拢联合平成研究会制衡清和会的影响力。
在2022年安倍晋三遇刺后，清和会的影响力开始衰落，内阁改组后多名清和会出身的内阁成员出局，福田家族的第三代议员福田达夫也在岸田内阁改组后不再担任自民党总务会长，但数名平成研究会成员比如加藤胜信则成功入阁。
2023年11月，日本自民党政治资金丑闻爆发，此事件直接导致清和会在2024年1月19日宣布解散，而平成研究会则存续了下来。